# Cristina Morales
Cristina García Morales, mais conhecida como Cristina Morales (Granada, 1985), é uma escritora espanhola, considerada pela crítica como uma das jovens escritoras mais talentosas da literatura. Entre as suas obras mais conhecidas está Leitura fácil, cujas protagonistas são quatro mulheres com deficiência cognitiva que vivem em Barcelona, e que em 2018 obteve o Prémio Herralde de Novela  e em 2019 o Prémio Nacional de Narrativa.

## Carreira
É licenciada em Direito e Ciências Políticas pela Universidade de Granada, trabalha como intérprete jurídica e reside em Barcelona.  Em 2002 e 2006 ganhou o Certamen Andaluz de Escritores Noveles na modalidade de conto e romance curto, respetivamente, e no ano seguinte conseguiu uma bolsa como residente na Fundação Antonio Gala para Jovens Criadores de Córdoba. Tem trabalhado como dramaturga para o Sala de Teatro da Universidade de Granada e para o Eutopía, Festival de Jovens Criadores (Córdoba, 2008).

### 2008 - La merienda de las niñas
Em 2008 publicou o livro de contos La merienda de las niñas e cinco anos depois publicou o seu primeiro romance: Los combatientes, com o qual ganhou o Prémio Injuve de Novela. Em 2015 foi finalista do prémio Francesc Candel com o microconto El hombre de los buzones .

### 2015 - Malas palavras - ReivindicarTeresa de Cepeda
Também em 2015 publicou Malas palavras, um projeto encomendado pela editora Lumen por ocasião do quinto centenário de Santa Teresa de Jesús, assumindo a voz da própria santa.  Morales recria um suposto diário escrito por Teresa de Jesús, em 1562, enquanto a autora do Siglo de Oro redige o 'Livro da Vida'. Nele, Cristina Morales defende a figura de Teresa de Jesús sob uma perspetiva humana: "Ela foi a primeira mulher que ousou acusar os homens de cortarem as asas às mulheres. Deveria ser reivindicada pelas anarcofeministas mais radicais. Teresa de Jesus deixa-me perplexa. Qualquer político ou membro do Governo deveria ter vergonha ao convocar a sua figura,  e poucos dirão que ela foi uma feminista.". Sequestrada pela Igreja, encurralada pelo progressismo. "Foi uma líder da Contrarreforma, mas foi colocada num nicho e neutralizada. Não a estudámos humanamente. O contrário do que se fez, por exemplo, com um seu contemporâneo, san Juan de la Cruz", explica Cristina Morales ao falar do seu trabalho de recuperação dessa escritora. Uma história que, segundo ela, continua a ser injusta para com as mulheres:

Woolf y Munro y Santa Teresa de Jesús luchaban por la habitación propia, sí, pero esa lucha sigue vigente. A ellas les discutían que para qué quería una mujer nada propio e íntimo. A nosotras nos discuten que cómo no vamos a trabajar diez horas al día por 800 euros al mes. Sólo una escritora que sea pudiente, o que se halle sometida a las tiranías del mundo laboral, o que okupe, puede permitirse disfrutar de una habitación propia.— Cristina García Morales. Ellos publican mucho, ellas innovan más

### 2017 - Terroristas modernos
Em 2017, com o apoio da III Bolsa Han Nefkens do Mestrado em Criação Literária da UPF Barcelona,[12] publica Terroristas modernos, romance que narra a chamada "conspiração do triângulo" em 1816, um complô fracassado contra Fernando VII de Espanha e que permite traçar paralelismos com a política atual: terrorismo, violência de Estado, manipulação da imprensa, etc. A democracia moderna - explica Morales - é um acto de terrorismo contra os que são governados e o território que ocupam. É o mecanismo de controlo mais afinado de todos. A máquina violenta que é o Estado dentro de suas fronteiras e fora é a mais afinada de que temos memória. Desde os finais do XVIII até aos dias que correm foi sendo aperfeirçoada.

### 2018 - Leitura fácil
Em 2018 publica o romance Lectura fácil cujo título faz referência ao conceito de leitura fácil utilizado para descrever adaptações destinadas a facilitar a leitura e compreensão para pessoas com dificuldades cognitivas, migrantes, ou com baixa escolaridade, etc.
O romance narra a vida de quatro mulheres com deficiência intelectual que convivem numa habitação social em Barcelona. Nele, as protagonistas Marga, Nati, Patricia e Àngels, com laços familiares e origens em comum, e diferentes graus de deficiência cognitiva enfrentam várias formas de controlo social, ao mesmo tempo que partilham uma habitação social numa Barcelona mestiça e opressiva, marcada por desemprego, despejos, mentiras, okupas, a Plataforma de Afectados pela Hipoteca e os ateneus libertários. A autora reivindica os indivíduos administrativamente denominados como pessoas com deficiência cognitiva ou diversidade funcional.
O romance venceu o Prémio Herralde de Novela de 2018 e o Prémio Nacional de Narrativa em 2019.

## Outros Projetos
Cristina Morales faz parte do grupo feminista de dança contemporânea Iniciativa Sexual Feminina, desde 2017.
Em 2020, Morales aparece como produtora do disco La Resaca de los Muertos do grupo punk AT-ASKO.

## Obras

### Romances
- Los combatientes (2013)[18]
- Malas palabras (2015), publicada en 2020 como Introducción a Teresa de Jesús
- Terroristas modernos (2017)
- Lectura fácil (2018)[19]

### Contos
- La merienda de las niñas (2008), Cuadernos del Vigía.

## Prémios
- 2002 Certamen Andaluz de Escritores Noveles en relato
- 2006 Certamen Andaluz de Escritores Noveles en novela corta
- 2007 Beca en la Fundación Antonio Gala para Jóvenes Creadores (Córdova)
- 2013 Premio Injuve de Novela con Los combatientes
- 2018 Prémio Herralde de novela con Lectura fácil..[20]
- 2019 Premio Nacional de Narrativa